# Radovan (Dolj)
Pour les articles homonymes, voir Radovan.
Radovan est une commune roumaine située dans le județ de Dolj.